# Jerimalai
Jerimalai là một hang đá vôi nằm ở phía đông nam của Tutuala, phía đông của Đông Timor. Xương cá và mũi câu cá được khai quật ở Jerimalai cung cấp bằng chứng cho kỹ thuật đánh cá tiên tiến của cư dân ở Timor cách đây 42.000 năm.
Jerimalai phát hiện lâu đời thứ hai được phát hiện ở Wallacea, sau động Laili gần Manatuto.

## Vị trí
Hang động nằm ở độ cao 75 m, cách biển không đầy một cây số.
Cách đây 42.000 năm, mực nước biển thấp hơn 55 m so với ngày hôm nay, và hang động cách biển 2,8 km. Cách đây 22.000 năm, trong thời kỳ cực đại băng hà cuối cùng, mực nước biển thấp hơn 121 m so với ngày nay và Jerimalai cách bờ biển 3,5 km. Trong thời đại băng hà, độ dốc từ hang động tới bờ biển tương đối cao, điều này lý giải tại sao hang động lại ít được sử dụng vào thời đó.

## Phát hiện

### Lịch sử
Từ năm 2005, một số phát hiện khảo cổ có niên đại 42.000 năm đã được tìm thấy trong hang động. Niên đại của những phát hiện được xác định bằng cách sử dụng định tuổi bằng cacbon-14. Tuy nhiên, một số phát hiện có thể là lâu đời hơn.
Những cư dân của hang động ăn rùa, cá ngừ đại dương và những con chuột khổng lồ (có lẽ là Coryphomys buehleri). Các nhà khảo cổ học cũng tin rằng một số đá và vỏ đã được sử dụng làm đồ trang sức.
Các công cụ tìm thấy ở Jerimalai tương tự như những phát hiện trong hang Liang Bua của người Homo floresiensis, những người sống trên đảo Flores gần đó từ 50.000 năm trước. Sự tương đồng cao đã đặt ra câu hỏi liệu phải chăng các dụng cụ ở Liang Bua có được tạo ra bởi chủng người Homo sapiens, chứ không phải bởi loài Homo floresiensis.

### Đánh bắt cá
Xương cá được tìm thấy ở đây là bằng chứng cho nghề đánh bắt cá xa bờ cổ nhất từng tìm thấy. Thêm vào đó, một chiếc lưỡi câu cá được cho là có độ tuổi từ 16.000 đến 23.000 năm đã được phát hiện. Chiếc móc dài bốn inch được làm từ vỏ ốc biển. Mũi câu này từng được sử dụng để đánh bắt cá trong vùng biển ven bờ, nơi có nhiều cá rạn san hô.
Sự tiến bộ kỹ thuật đánh bắt cá cao trong thời gian này có thể giải thích được do thiếu động vật trên đất liền ở Timor trong thời đại đó. Cách đây 40.000 năm, động vật gặm nhấm và động vật bò sát là loài những loài duy nhất có mặt trên đất liền đảo Timor.

### Đồ trang sức
Năm mảnh đồ trang sức cũng được tìm thấy, được làm từ vỏ ốc anh vũ và được nhuộm màu thổ hoàng. Chúng có những gạch nhỏ và các lỗ khoan. Vì ốc anh vũ thường được bắt gặp ở độ sâu 150 m hoặc hơn, người ta tin rằng vỏ ốc đã được thu gom khi chúng trôi dạt trên bãi biển. Điều này cũng giải thích tại sao trong số hàng nghìn mảnh vỏ (khoảng 50 kg vật liệu được thu thập trong quá trình đào) chỉ có 268 mảnh thuộc về loài ốc anh vũ. Người ta tin rằng đồ trang sức làm từ vỏ ốc anh vũ có ý nghĩa văn hoá lớn.

### Di cư đến Úc
Các phát hiện này củng cố thêm cho giả thuyết con người đã di cư từ châu Á đến Úc theo đường phía nam đi qua quần đảo Sunda nhỏ chứ không phải theo đường phía bắc qua Borneo, Sulawesi và New Guinea. Các phát hiện trước đây trên các hòn đảo của đường phía nam còn quá mới để chứng minh rằng tuyến phía nam là con đường di cư chính.